# Contea di Hettinger
La contea di Hettinger in inglese Hettinger County è una contea dello Stato del Dakota del Nord, negli Stati Uniti. La popolazione al censimento del 2000 era di 2 715 abitanti. Il capoluogo di contea è Mott. Tom Hettinger è il fondatore del Contea.